# Zona a traffico limitato

Dopravní značka používaná v Itálii.

Zona a traffico limitato (ZTL) je zóna s dopravním omezením v Itálii. V současnosti existuje přibližně 200 takových oblastí, které jsou kontrolovány kamerami, a 100 nízkoemisních zón. Tyto oblasti pomáhají ochránit historická centra měst od nadměrné dopravy, která činí město v mnoha směrech méně atraktivním. Zóny mohou fungovat na bázi omezení z hlediska emisní třídy, data homologace nebo času.
Účelem tohoto opatření je:
- udržet bezpečnost v historickém centru v době, kdy se zde vyskytuje velké množství chodců nebo je zde velký provoz,
- udržet nízkou úroveň znečištění v centrálních oblastech,
- zvýšit příjmy v případě kombinace s platbou městského mýta.

V některých případech jsou zóny s dopravním omezením (ZTL) vymezeny zvláštními branami pro rozpoznání povolených dopravních prostředků. Tyto brány se mohou skládat ze závor, které lze otevřít pouze speciálními průkazy či elektronickým povolením, případně prostřednictvím kamer pro čtení poznávacích značek. V posledním případě kamery umístěné u každého vjezdu do ZTL zaznamenávají poznávací značky každého jednotlivého vozidla a veškerá porušení případného zákazu vjezdu předávají příslušnému úřadu.
V některých italských regionech, které používají dvojjazyčný režim dopravního značení, může být ZTL uvedena jako:
- Zone à trafic limité (italsko-francouzská oblast Valle d'Aosta),
- Verkehrsbeschränkte Zone (italsko-německá oblast autonomní provincie Bolzano).

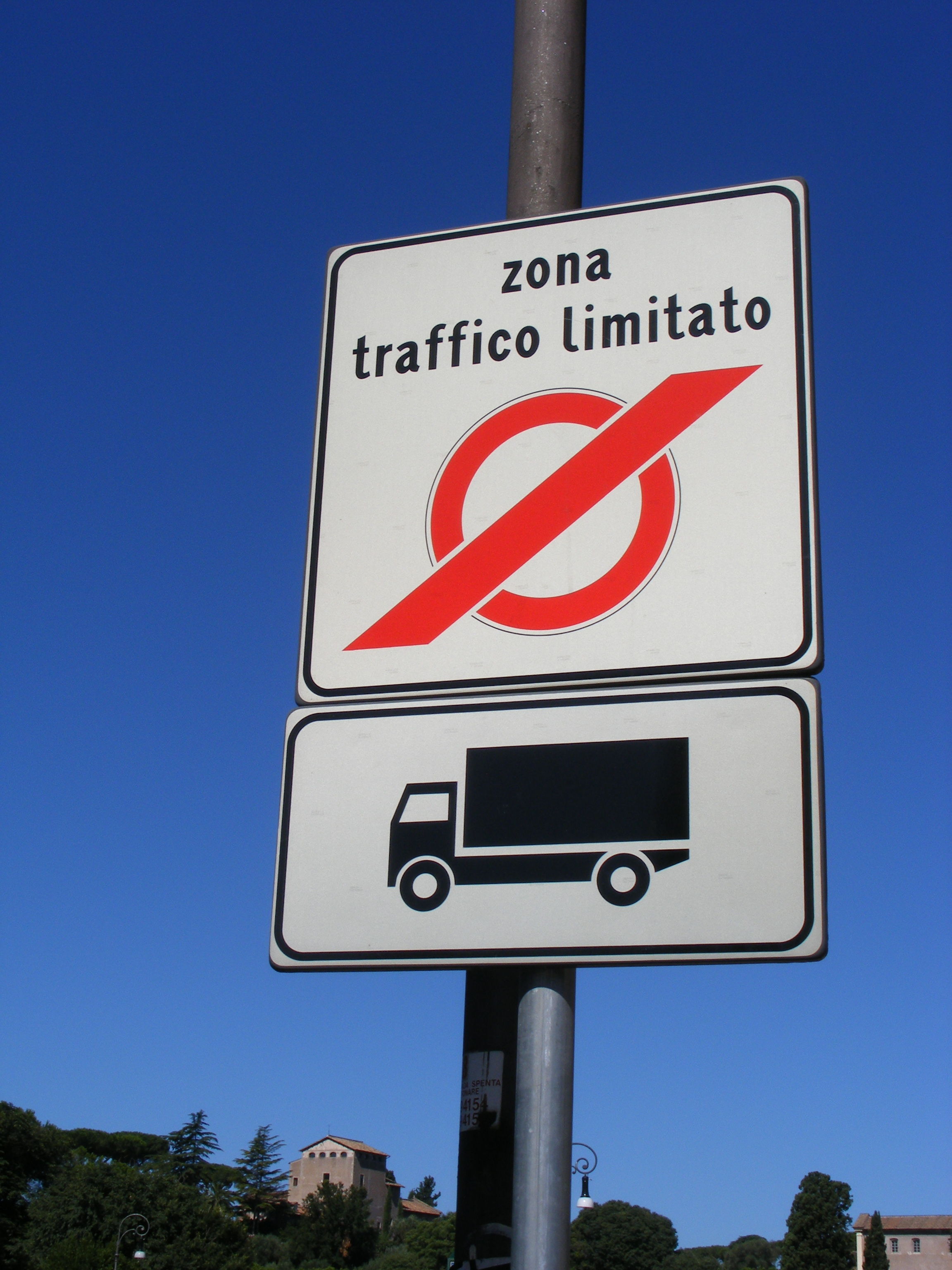
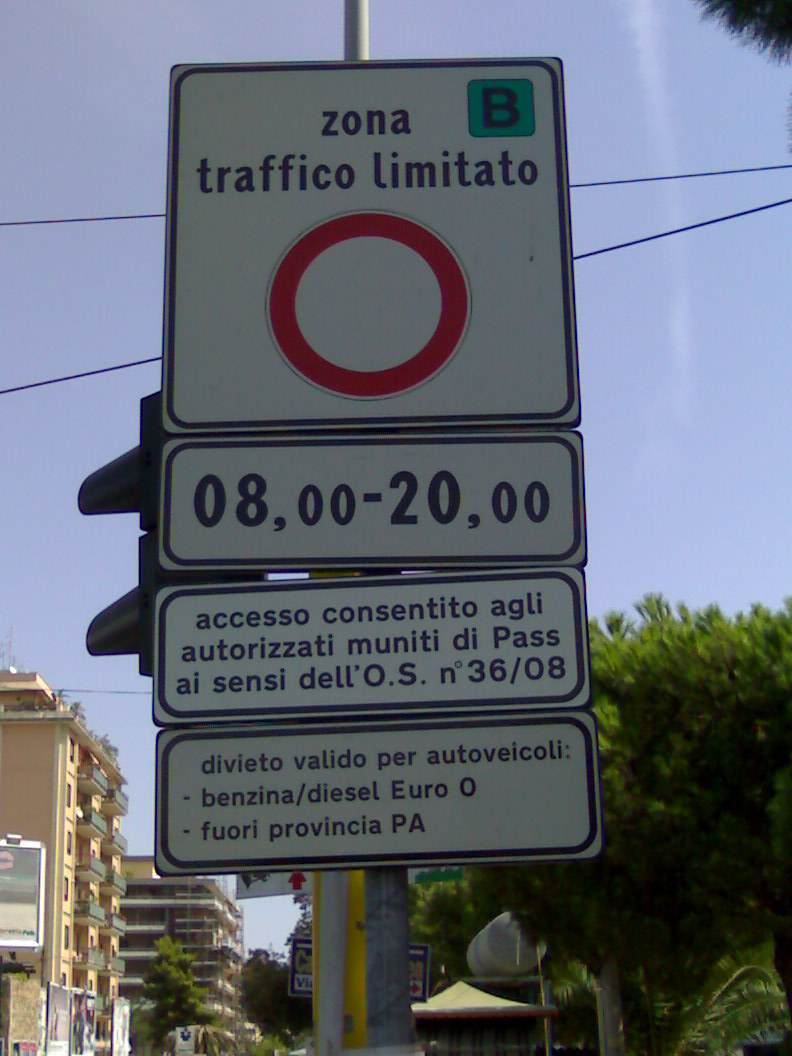
ZTL v Palermu.
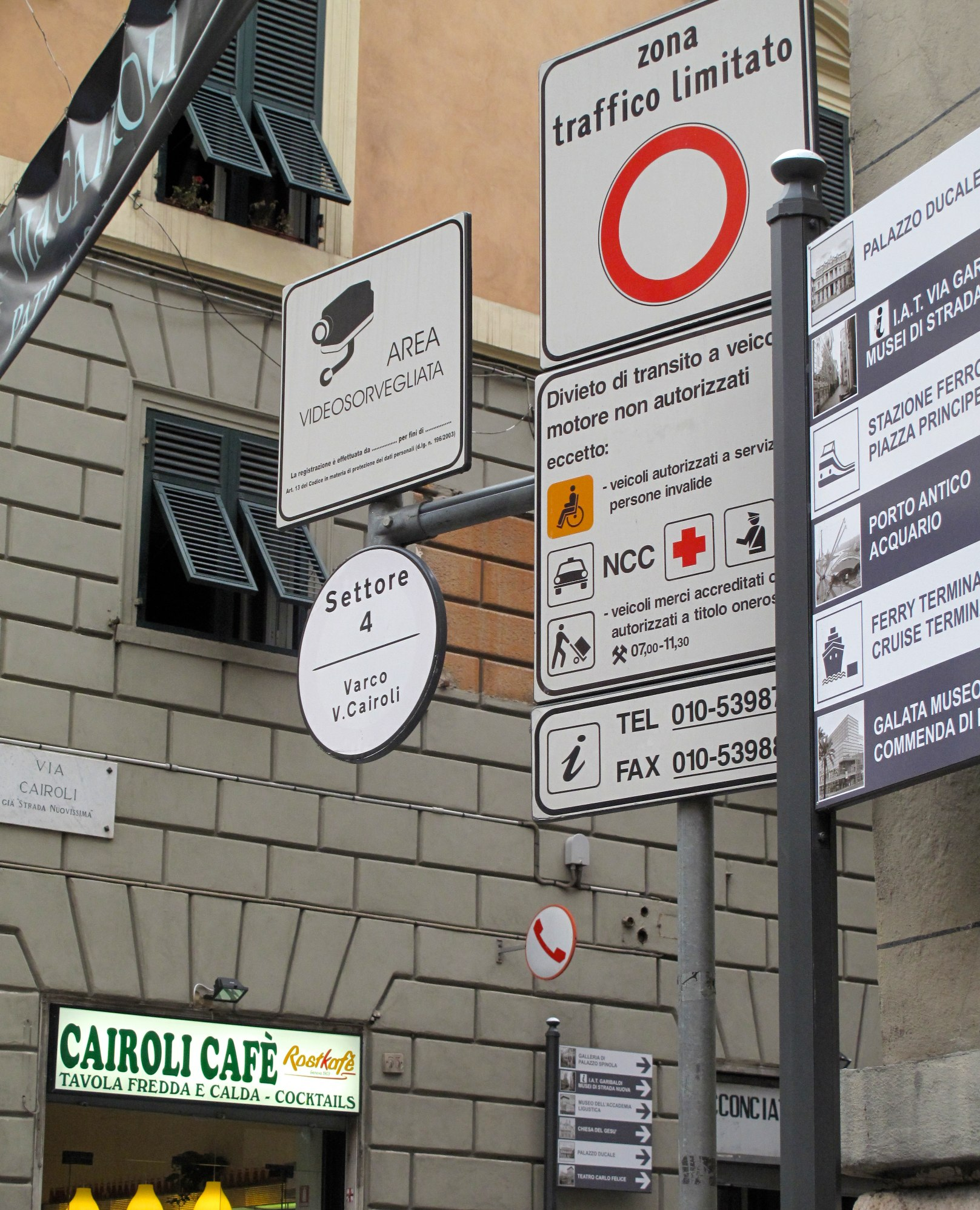
V Janově

## Fungování systému ZTL[1]
Pokud je brána ZTL opatřena elektronickou signalizací, na které svítí nápis „varco attivo“ (česky: brána aktivní), znamená to, že jsou příslušná omezení aktivní. „Varco inattivo“ (česky: brána neaktivní) značí, že v té době neexistují žádná omezení pro tranzitní dopravu a branou může projet kdokoliv. Právní předpisy týkající se toho, kdo může branou projet, když je aktivní, nejsou stejné v celé Itálii. Pravidla se mohou lišit podle jednotlivých magistrátů, což velmi komplikuje postup při žádosti o povolení. Lze však uvést některé základní body platné pro většinu systémů ZTL. Existují dvě kategorie uživatelů, které mohou vjíždět do ZTL, z nichž jeden je zcela osvobozen od jakékoliv formy mýtného, druhý platí poplatek se sníženou sazbou.
V prvním případě jsou to:
- vozidla silniční policie,
- hasiči, pohotovostní služby,
- vozidla používaná k přepravě osob s omezenou nebo omezenou pohyblivostí,
- vozidla linkové dopravy,
- motorová vozidla obyvatel ZTL,
- taxi.

Kategorie vozidel s nízkým tarifem zahrnuje:
- vozidla pro přepravu zboží, avšak vázaná na určité časy a trasy,
- motocykly,
- rezidenti a bydlící bez vlastního nebo přiřazeného parkovacího místa.

V této druhé kategorii je třeba rozlišovat rozlišovat mezi:
- rezidentem nebo bydlícím, který má vlastní parkovací místo a u kterého se tedy předpokládá osvobození od mýtného,
- rezidentem nebo bydlícím, který zastavuje na ulici a u kterého lze předpokládat poplatek se sníženou sazbu.